# Rhonex Kipruto
Rhonex Kipruto (* 12. Oktober 1999 im Keiyo District) ist ein kenianischer Langstreckenläufer.

## Sportlicher Werdegang
Auf nationaler Ebene machte Kipruto erstmals auf sich aufmerksam, als er im Februar 2017 bei den regionalen Crosslauf-Meisterschaften des Central Rift elf Sekunden hinter U18-Weltmeister Richard Yator Platz 3 belegte. Bei den zwei Wochen später in Nairobi ausgetragenen kenianischen Crosslauf-Meisterschaften kam er im Juniorenrennen auf Rang 16. Im weiteren Jahresverlauf lief er im Mai bei seinem 10.000-Meter-Debüt in der Höhe von Eldoret 28:56,5 min und gewann einen Monat später über diese Distanz die kenianischen Ausscheidungswettkämpfe (Trials) für die U20-Afrikameisterschaften, bei denen er nicht antrat. Kiprutos erstes Rennen außerhalb Kenias folgte im September, beim Grand Prix von Prag wurde er über 10 Kilometer drei Sekunden hinter dem Sieger Benard Kimeli Dritter in 27:13 min. Mit dieser Zeit unterbot er die bestehende U20-Weltbestleistung, zwei Sekunden vor ihm kam allerdings sein ebenfalls der U20 angehörende Trainingspartner Mathew Kimeli ins Ziel.
Im Februar 2018 lief Kipruto bei den kenianischen Crosslaufmeisterschaften als Zweiter des Juniorenrennens hinter Stanley Waithaka auf Rang 2. Einen Monat später gewann er bei den Crosslauf-Afrikameisterschaften im algerischen Ech Cheliff das U20-Rennen dieses Mal fünf Sekunden vor Waithaka. Ende April verbesserte er beim Healthy Kidney 10K in New York City als Sieger vor Mathew Kimeli den Streckenrekord auf 27:08 min und im Juni siegte er in Nairobi bei den kenianischen Trials für die U20-Weltmeisterschaften in 27:49,6 min mit fast dreißig Sekunden Vorsprung. Die im Juli im finnischen Tampere ausgetragenen U20-Weltmeisterschaften gewann er schließlich  mit Meisterschaftsrekord von 27:21,08 min neunzehn Sekunden vor dem Ugander Jacob Kiplimo. Im Herbst trat er erneut über die 10 Kilometer in Prag an und blieb diesmal nach 26:46 min nur zwei Sekunden über der Weltrekordzeit von Leonard Komon.
Die Saison 2019 begann Kipruto im Januar mit einem Sieg beim Cross Internacional Juan Muguerza im baskischen Elgoibar. Im Februar wurde er bei den kenianischen Crosslauf-Meisterschaften in Eldoret überraschend nur Sechster. Damit qualifizierte er sich dennoch für die Crosslauf-Weltmeisterschaften im dänischen Aarhus, bei denen er erneut Rang 6 belegte und nach Addition der Einzelergebnisse mit dem Team hinter Äthiopien Silber gewann. Ende Mai entschied er die 10.000 Meter im Rahmen des Diamond-League-Meetings Stockholm Bauhaus Athletics in neuer Bestzeit und Stadionrekord von 26:50,16 min für sich. Im Oktober gewann er dann bei den Weltmeisterschaften in Doha in 26:50,32 min die Bronzemedaille hinter dem Ugander Joshua Cheptegei und Yomif Kejelcha aus Äthiopien.
Die Saison 2020 begann mit einem erfolgreichen Einstieg beim 10-km-Straßenlauf in Valencia (Spanien). Dort unterbot Kipruto am 12. Januar mit einer Zeit von 26:24 min den bisherigen Weltrekord des Uganders Joshua Cheptegei um 14 Sekunden. Am selben Ort schloss er die Saison auch ab, als er am 6. Dezember beim Valencia-Halbmarathon in 57:49 min den dritten Platz belegte. Damit blieb er hinter seinem Landsmann Kibiwott Kandie (57:32 min) und dem Ugander Jacob Kiplimo (57:37 min) als dritter Läufer in der Geschichte unter der 58-Minuten-Marke und 12 Sekunden unter dem alten Weltrekord von Geoffrey Kamworor. 2021 startete er über 10.000 m bei den Olympischen Sommerspielen in Tokio und gelangte dort nach 27:52,78 min auf den neunten Rang.
Am 17. Mai 2023 wurde Kipruto aufgrund eines positiven Dopingtests suspendiert. Im Juni 2024 wurde er rückwirkend für sechs Jahre gesperrt, außerdem wurden der 10-km-Weltrekord sowie die WM-Bronze-Medaille von 2019 aberkannt.
Kipruto wird in Iten von dem Iren Colm O’Connell trainiert, der als Missionar und Lehrer 1976 nach Kenia kam und seitdem eine Vielzahl von kenianischen Läufern trainiert hat, darunter auch Doppelolympiasieger und Weltrekordhalter David Rudisha. Kiprutos jüngerer Bruder Bravin Kiptoo ist ebenfalls Läufer und gewann bei den Juniorenafrikameisterschaften 2019 Gold über 10.000 Meter.

## Persönliche Bestzeiten
- 5000 Meter: 13:07,40 min, 20. Juli 2019 in London
- 10.000 Meter: 26:50,16 min, 30. Mai 2019 in Stockholm
- 10-Kilometer-Straßenlauf: 26:24 min, 12. Januar 2020 in Valencia (Weltrekord)
- 15-Kilometer-Straßenlauf: 41:53 min, 1. Mai 2019 in Le Puy-en-Velay
- Halbmarathon: 57:49 min, 6. Dezember 2020 in Valencia

## Bilanz bei Titelkämpfen
Ergebnisse bei internationalen und nationalen Titelkämpfen. Zeiten in Minuten.

### Internationale Meisterschaften
| Jahr | Wettbewerb                             | Austragungsort | Rang | Distanz  | Zeit     |
| ---- | -------------------------------------- | -------------- | ---- | -------- | -------- |
| 2018 | Crosslauf-Afrikameisterschaften (U20)  | Ech Cheliff    | 1.   | 8 km     | 25:01    |
| 2018 | Leichtathletik-U20-Weltmeisterschaften | Tampere        | 1.   | 10.000 m | 27:21,08 |
| 2019 | Crosslauf-Weltmeisterschaften          | Aarhus         | 6.   | 10 km    | 32:17    |
| 2019 | Leichtathletik-Weltmeisterschaften     | Doha           | 3.   | 10.000 m | 26:50,32 |

### Kenianische Meisterschaften
| Jahr | Wettbewerb                                  | Austragungsort | Rang | Distanz | Zeit  | Ref    |
| ---- | ------------------------------------------- | -------------- | ---- | ------- | ----- | ------ |
| 2017 | Kenianische Crosslauf-Meisterschaften (U20) | Nairobi        | 16.  | 8 km    | 23:46 | [ 4 ]  |
| 2018 | Kenianische Crosslauf-Meisterschaften (U20) | Nairobi        | 2.   | 8 km    | 22:31 | [ 7 ]  |
| 2019 | Kenianische Crosslauf-Meisterschaften       | Eldoret        | 6.   | 10 km   | 30:01 | [ 13 ] |